# Sandy (Oregón)
Sandy es una ciudad ubicada en el condado de Clackamas, Oregón, Estados Unidos. Según el censo de 2020, tiene una población de 12.612 habitantes.

## Geografía
La localidad está ubicada en las coordenadas 45°23′53″N 122°16′08″O / 45.39806, -122.26889 (45.398073, -122.268802).

## Demografía
Según la Oficina del Censo en 2000 los ingresos medios por hogar en la localidad eran de $42,115, y los ingresos medios por familia eran $52,543. Los hombres tenían unos ingresos medios de $41,141 frente a los $25,604 para las mujeres. La renta per cápita para la localidad era de $20,138. Alrededor del 8.1% de la población estaban por debajo del umbral de pobreza.